# Надія Островська
Надія Островська (нар. 29 жовтня 1980) — колишня білоруська тенісистка.
Найвищу одиночну позицію світового рейтингу — 96 місце досягла 15 січня 2001, парну — 78 місце — 15 квітня 2002 року.
Здобула 10 одиночних та 19 парних титулів.
Завершила кар'єру 2005 року.

## Фінали ITF

### Одиночний розряд: 17 (10–7)
| Легенда          |
| ---------------- |
| турніри $100,000 |
| турніри $75,000  |
| турніри $50,000  |
| турніри $25,000  |
| турніри $10,000  |

| Фінали за покриттям |
| ------------------- |
| Тверде (5–3)        |
| Ґрунт (1–1)         |
| Трава (0–0)         |
| Килим (4–3)         |

| Результат | Ранг | Дата             | Турнір                    | Покриття   | Суперниця           | Рахунок                      |
| --------- | ---- | ---------------- | ------------------------- | ---------- | ------------------- | ---------------------------- |
| Перемога  | 1.   | 28 жовтня 1996   | ITF Мінськ, Білорусь      | Тверде (i) | Людмила Скавронська | 6–2, 6–4                     |
| Поразка   | 1.   | 13 жовтня 1997   | ITF Шяуляй, Литва         | Килим (i)  | Марина Стець        | 3–6, 6–4, 1–6                |
| Перемога  | 2.   | 27 жовтня 1997   | ITF Мінськ, Білорусь      | Тверде (i) | Ольга Глущенко      | 4–6, 6–4, 6–2                |
| Поразка   | 2.   | 16 березня 1998  | ITF Яффа, Ізраїль         | Тверде     | Ципора Обзилер      | 3–6, 3–6                     |
| Поразка   | 3.   | 27 квітня 1998   | ITF Гімарайнш, Португалія | Тверде     | Сандра де Сілва     | 2–6, 4–6                     |
| Перемога  | 3.   | 13 липня 1998    | ITF Харків, Україна       | Ґрунт      | Олена Воропаєва     | 7–5, 6–0                     |
| Поразка   | 4.   | 31 серпня 1998   | ITF Софія, Болгарія       | Ґрунт      | Дессислава Топалова | 4–6, 6–4, 2–6                |
| Перемога  | 4.   | 26 жовтня 1998   | ITF Мінськ, Білорусь      | Килим (i)  | Марина Стець        | 6–1, 6–1                     |
| Перемога  | 5.   | 1 лютого 1999    | ITF Стамбул, Туреччина    | Тверде (i) | Тетяна Перебийніс   | 6–2, 6–2                     |
| Поразка   | 5.   | 9 серпня 1999    | ITF Стамбул, Туреччина    | Тверде     | Ципора Обзилер      | 0–6, 5–7                     |
| Перемога  | 6.   | 25 жовтня 1999   | ITF Мінськ, Білорусь      | Килим (i)  | Катерина Кожокіна   | 7–5, 6–1                     |
| Перемога  | 7.   | 8 листопада 1999 | ITF Рунгстед, Данія       | Килим (i)  | Анна Бєлень-Жарська | 6–4, 2–6, 6–3                |
| Перемога  | 8.   | 21 лютого 2000   | ITF Буші, Велика Британія | Килим (i)  | Софі Ерр            | 3–6, 6–3, 7–6(5)             |
| Перемога  | 9.   | 6 березня 2000   | ITF Ортізеї, Італія       | Тверде (i) | Тетяна Пучек        | 4–6, 6–1, 7–6(6)             |
| Поразка   | 6.   | 2 жовтня 2000    | Batumi Open, Грузія       | Килим (i)  | Тетяна Пучек        | 1–4, 1–4, 4–2, 4–1, 4–5(4–6) |
| Поразка   | 7.   | 24 вересня 2001  | Batumi Open, Грузія       | Килим (i)  | Тетяна Пучек        | 5–7, 6–4, 3–6                |
| Перемога  | 10.  | 23 вересня 2002  | Batumi Open, Грузія       | Тверде     | Альона Бондаренко   | 1–6, 6–2, 6–4                |

### Парний розряд: 37 (19–18)
| Легенда          |
| ---------------- |
| турніри $100,000 |
| турніри $75,000  |
| турніри $50,000  |
| турніри $25,000  |
| турніри $10,000  |

| Фінали за покриттям |
| ------------------- |
| Тверде (7–5)        |
| Ґрунт (8–10)        |
| Трава (0–0)         |
| Килим (4–3)         |

| Результат | Ранг | Дата              | Рівень | Турнір                             | Покриття   | Партнерка           | Суперниці                                            | Рахунок          |
| --------- | ---- | ----------------- | ------ | ---------------------------------- | ---------- | ------------------- | ---------------------------------------------------- | ---------------- |
| Перемога  | 1.   | 28 жовтня 1996    | 10,000 | ITF Мінськ, Білорусь               | Тверде (i) | Віра Жуковець       | Наталія Норейко Даша Овсянникова                     | 6–3, 7–6(10)     |
| Перемога  | 2.   | 25 серпня 1997    | 10,000 | ITF Київ, Україна                  | Ґрунт      | Віра Жуковець       | Ірина Корнієнко Олена Крутько                        | 6–1, 6–3         |
| Поразка   | 1.   | 13 жовтня 1997    | 10,000 | ITF Шяуляй, Литва                  | Килим (i)  | Віра Жуковець       | Ольга Глущенко Тетяна Пучек                          | 5–7, 3–6         |
| Перемога  | 3.   | 20 жовтня 1997    | 10,000 | ITF Юрмала, Латвія                 | Килим (i)  | Віра Жуковець       | Наталія Бондаренко Марина Стець                      | 3–6, 6–3, 6–4    |
| Поразка   | 2.   | 23 березня 1998   | 10,000 | ITF Ашкелон, Ізраїль               | Тверде     | Луціє Штефлова      | Лімор Габай Кейт Ворн-Голланд                        | 6–3, 5–7, 5–7    |
| Перемога  | 4.   | 13 липня 1998     | 10,000 | ITF Харків, Україна                | Ґрунт      | Тетяна Ковальчук    | Наталія Бондаренко Наталія Немчинова                 | 6–1, 3–6, 6–1    |
| Поразка   | 3.   | 1 лютого 1999     | 10,000 | ITF Стамбул, Туреччина             | Тверде (i) | Аліенор Трісеррі    | Тетяна Перебийніс Ірода Туляганова                   | 3–6, 4–6         |
| Поразка   | 4.   | 15 березня 1999   | 25,000 | ITF Ашкелон, Ізраїль               | Тверде     | Тетяна Пучек        | Рейчел Макквіллан Луїс Флемінг                       | 3–6, 2–6         |
| Перемога  | 5.   | 3 травня 1999     | 25,000 | ITF Беер-Шева, Ізраїль             | Тверде     | Тетяна Пучек        | Наталі Кахана Ципора Обзилер                         | 6–1, 6–4         |
| Поразка   | 5.   | 21 червня 1999    | 25,000 | ITF Сопот, Польща                  | Ґрунт      | Ленка Ценкова       | Магда Міхалаке Зузана Валекова                       | 2–6, 4–6         |
| Перемога  | 6.   | 2 серпня 1999     | 25,000 | ITF Харків, Україна                | Ґрунт      | Тетяна Перебийніс   | Катерина Сисоєва Зузана Валекова                     | 5–7, 6–3, 6–3    |
| Перемога  | 7.   | 9 серпня 1999     | 10,000 | ITF Стамбул, Туреччина             | Тверде     | Катерина Панюшкіна  | Людмила Нікоян Катерина Сисоєва                      | 6–0, 6–2         |
| Поразка   | 6.   | 23 серпня 1999    | 25,000 | ITF Бухарест, Румунія              | Ґрунт      | Зузана Валекова     | Лурдес Домінгес Ліно Анабель Медіна Гаррігес         | 5–7, 2–6         |
| Поразка   | 7.   | 20 вересня 1999   | 25,000 | ITF Софія, Болгарія                | Ґрунт      | Каталін Мароші      | Роса Марія Андрес Родрігес Кончіта Мартінес Гранадос | w/o              |
| Поразка   | 8.   | 27 вересня 1999   | 25,000 | ITF Тбілісі, Грузія                | Ґрунт      | Катерина Сисоєва    | Марія Головизніна Катерина Панюшкіна                 | 0–6, 2–6         |
| Поразка   | 9.   | 13 грудня 1999    | 25,000 | ITF Пругониці, Чехія               | Тверде (i) | Тетяна Пучек        | Мартина Суха Гелена Вілдова                          | 3–6, 6–2, 2–6    |
| Перемога  | 8.   | 7 лютого 2000     | 25,000 | ITF Любляна, Словенія              | Килим (i)  | Адрієнн Хегюдюш     | Ольга Виметалкова Гана Шромова                       | 7–5, 6–3         |
| Перемога  | 9.   | 21 лютого 2000    | 25,000 | ITF Буші, Велика Британія          | Килим (i)  | Аннабел Еллвуд      | Жулі Пуллен Лорна Вудрофф                            | 6–1, 6–1         |
| Перемога  | 10.  | 31 липня 2000     | 50,000 | ITF Еттенгайм, Німеччина           | Ґрунт      | Ганна Запорожанова  | Маріана Діас-Оліва Марія Емілія Салерні              | 6–4, 6–2         |
| Перемога  | 11.  | 15 липня 2001     | 50,000 | ITF Модена, Італія                 | Ґрунт      | Галина Фокіна       | Еухенія Чіальво Кончіта Мартінес Гранадос            | 6–3, 6–2         |
| Поразка   | 10.  | 24 вересня 2001   | 75,000 | Batumi Open, Грузія                | Килим (i)  | Анастасія Родіонова | Каталін Мароші-Аракама Тетяна Пучек                  | 3–6, 6–7(3)      |
| Перемога  | 12.  | 11 лютого 2003    | 25,000 | ITF Саутгемптон, Велика Британія   | Тверде (i) | Ольга Барабанщикова | Джулія Казоні Роберта Вінчі                          | 6–3, 6–4         |
| Перемога  | 13.  | 18 лютого 2003    | 25,000 | ITF Редбрідж, Велика Британія      | Тверде (i) | Ольга Барабанщикова | Катарина Мишич Драгана Зарич                         | 6–4, 1–6, 7–5    |
| Поразка   | 11.  | 14 вересня 2003   | 25,000 | ITF Тбілісі, Грузія                | Ґрунт      | Галина Воскобоєва   | Дар'я Кустова Олена Татаркова                        | 6–2, 2–6, 6–7(5) |
| Поразка   | 12.  | 3 травня 2004     | 25,000 | ITF Катанія, Італія                | Ґрунт      | Марія Коритцева     | Стефані Форец Віржіні Раззано                        | 2–6, 1–6         |
| Перемога  | 14.  | 10 травня 2004    | 25,000 | ITF Стокгольм, Швеція              | Ґрунт      | Драгана Зарич       | Софія Арвідссон Ганна Ноні                           | 7–6(3), 6–3      |
| Поразка   | 13.  | 31 травня 2004    | 25,000 | ITF Галатіна, Італія               | Ґрунт      | Катрін Верле        | Джулія Казоні Владіміра Угліржова                    | 4–6, 0–6         |
| Поразка   | 14.  | 27 вересня 2004   | 25,000 | ITF Белград, Сербія and Чорногорія | Ґрунт      | Катерина Бичкова    | Джулія Казоні Дарія Юрак                             | 0–6, 2–6         |
| Поразка   | 15.  | 22 листопада 2004 | 25,000 | ITF Ополе, Польща                  | Килим (i)  | Катерина Деголевич  | Луціє Градецька Ева Грдінова                         | 5–7, 3–6         |
| Поразка   | 16.  | 26 квітня 2005    | 25,000 | ITF Таранто, Італія                | Ґрунт      | Тетяна Пучек        | Мервана Югич-Салкич Дарія Юрак                       | 3–6, 7–6(3), 3–6 |
| Перемога  | 15.  | 27 червня 2005    | 25,000 | ITF Бостад, Швеція                 | Ґрунт      | Олена Антипіна      | Еріка Краут Ганна Ноні                               | 7–5, 3–6, 6–3    |
| Перемога  | 16.  | 4 липня 2005      | 25,000 | ITF Торунь, Польща                 | Ґрунт      | Євгенія Савранська  | Зузана Гейдова Йоанна Сакович-Костецька              | 6–1, 7–5         |
| Перемога  | 17.  | 18 липня 2005     | 25,000 | ITF Ле-Контамін, Франція           | Тверде     | Євгенія Савранскі   | Ніна Братчикова Катерина Космінська                  | 6–1, 2–6, 6–4    |
| Поразка   | 17.  | 23 серпня 2005    | 25,000 | ITF Москва, Росія                  | Ґрунт      | Євгенія Савранскі   | Катерина Кожокіна Кустова Дар'я Андріївна            | 2–6, 4–6         |
| Перемога  | 18.  | 27 вересня 2005   | 50,000 | Batumi Open, Грузія                | Тверде     | Анастасія Якімова   | Анна Бастрікова Братчикова Ніна Олегівна             | 2–6, 6–2, 7–6(9) |
| Поразка   | 18.  | 12 жовтня 2005    | 25,000 | ITF Джерсі, Велика Британія        | Тверде (i) | Келлі Лігган        | Вероніка Хвойкова Станіслава Грозенська              | 6–4, 2–6, 5–7    |
| Перемога  | 19.  | 21 листопада 2005 | 25,000 | ITF Ополе, Польща                  | Килим (i)  | Тімеа Бачинскі      | Луціє Градецька Габріела Навратілова                 | 6–4, 7–6(5)      |